# Ptychadena filwoha
Ptychadena filwoha là một loài ếch trong họ Ptychadenidae.
Nó được tìm thấy ở Ethiopia, có thể cả Djibouti, có thể cả Eritrea, và có thể cả Somalia.
Các môi trường sống tự nhiên của chúng là xavan khô, vùng đất có cây bụi nhiệt đới hoặc cận nhiệt đới, sông, đầm nước, đầm nước ngọt, và suối nước ngọt. Loài này đang bị đe dọa do mất môi trường sống.